# Марсьяк
Марсья́к (фр. Marciac) — коммуна французского региона Юг — Пиренеи; одна из характерных для региона бастид. Департамент — Жер. Административный центр кантона Марсьяк. Округ коммуны — Миранд. 
Посёлок известен тем, что каждый август (начиная с 1978 года) здесь проходит джазовый фестиваль Jazz in Marciac. На фестивале выступали такие мастера джаза, как Диззи Гиллеспи, Оскар Питерсон, Джерри Маллиган, Стэн Гетц, Рэй Чарльз, Сонни Роллинз и Херби Хэнкок.

## География

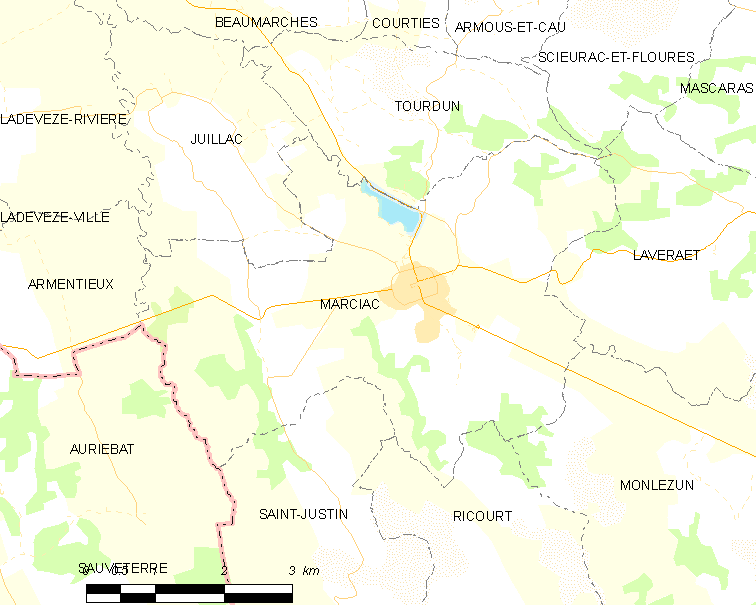
Карта коммуны

Коммуна расположена приблизительно в 98 км западнее Тулузы, в 37 км к западу от Оша и в 45 км к юго-востоку от По.
По территории коммуны протекают реки Аррос и Буэс.

## Климат
Климат умеренно-океанический. Лето жаркое и немного дождливое, температура часто превышает 35 °С. Зимой часто бывает отрицательная температура и ночные заморозки. Годовое количество осадков — 700—900 мм.

## Население
Население коммуны на 2010 год составляло 1239 человек.
| 1962 | 1968 | 1975 | 1982 | 1990 | 1999 | 2010 |
| ---- | ---- | ---- | ---- | ---- | ---- | ---- |
| 996  | 1065 | 1131 | 1119 | 1211 | 1160 | 1239 |

## Администрация
| Период | Период | Фамилия         | Партия                  | Примечания                                     |
| ------ | ------ | --------------- | ----------------------- | ---------------------------------------------- |
| 1995   | 2020   | Жан-Луи Гийомон | Социалистическая партия | региональный советник (10-й вице-председатель) |

## Экономика
В 2010 году среди 664 человек трудоспособного возраста (15-64 лет) 467 были экономически активными, 197 — неактивными (показатель активности — 70,3 %, в 1999 году было 63,7 %). Из 467 активных жителей работали 401 человек (197 мужчин и 204 женщины), безработных было 66 (29 мужчин и 37 женщин). Среди 197 неактивных 39 человек были учениками или студентами, 80 — пенсионерами, 78 были неактивными по другим причинам.

## Достопримечательности
- Монастырь ордена августинцев (XIV век). Исторический памятник с 1910 года[4]
- Церковь Успения Божьей Матери (XIV век). Исторический памятник с 1910 года[5]
- Церковь ордена августинцев XIV века. Исторический памятник с 1949 года[6]